# Wehha dell'Anglia orientale
Wehha (... – 571 circa) sarebbe stato il primo sovrano dell'Anglia orientale e avrebbe regnato nel corso del VI secolo, quando gli Angli orientali, provenienti dalla penisola dello Jutland, diedero vita a questo regno, conquistando il Norfolk e il Suffolk. Sarebbe stato uno dei leader degli invasori.
Wehha è una figura semi-storica e non c'è nulla che provi la sua esistenza o che abbia regnato sull'Anglia orientale. Le fonti più antiche affermano che sarebbe stato il capostipite della dinastia dei Wuffinga, che avrebbe preso il nome da suo figlio e successore Wuffa. Nel Textus Roffensis, un'importante raccolta di leggi anglosassoni, viene menzionato tra i membri della dinastia reale Wuffinga con il nome di Ƿehh Ƿilhelming (Wehha Wilhelming). Secondo questo testo era figlio di Wilhelm, figlio di Hryp, figlio di Hroðmund, figlio di Trygil, figlio di Tyttman, figlio di Caser, figlio di Woden. La Historia Brittonum parla di un Guillem Guercha, che fu il primo sovrano degli Angli orientali, affermando che Woden generò Casser, che generò Titinon, che generò Trigil, che generò Rodmunt, che generò Rippa, che generò Guillem Guercha, che fu il primo re dell'Anglia orientale. Quest'ultimo generò Uffa, che generò Tytillus, che generò Eni, che generò Edric, che generò Aldwulf, che generò Elric. DP Kirby sostiene Wehha, padre di Wuffa, sarebbe il fondatore della dinastia dei Wuffinga. Tuttavia vista la scarsità dei documenti, Martin Carver mette in guardia sulla possibilità di giungere a conclusioni certe e dettagliate sui primi re Wuffinga.
Si pensa che il nome Wehha fosse una versione ipocoristica di Wihstān, padre di Wiglaf nel poema anglosassone Beowulf, cosa che, insieme ad altri elementi quali i reperti scoperti nella nave funeraria di Sutton Hoo nel 1939, suggerirebbero una connessione tra i Wuffinga e la dinastia svedese degli Scylfing. Quindi, i primi potrebbero essere giunti proprio dalla Svezia. Dato, però, che oggi si ritiene che i manufatti trovati nella nave sarebbero stati prodotti in Inghilterra, l'ipotesi de'origine scandinava dei Wuffinga è ora più controversa.